# De Pijp
De Pijp is een Amsterdamse wijk en een voormalig stadsdeel van Amsterdam, nu onderdeel van stadsdeel Zuid.
Naar aanleiding van een aanvraag van Heemschut werd de wijk op 20 november 2022 aangewezen als beschermd stadsgezicht.

## Geschiedenis

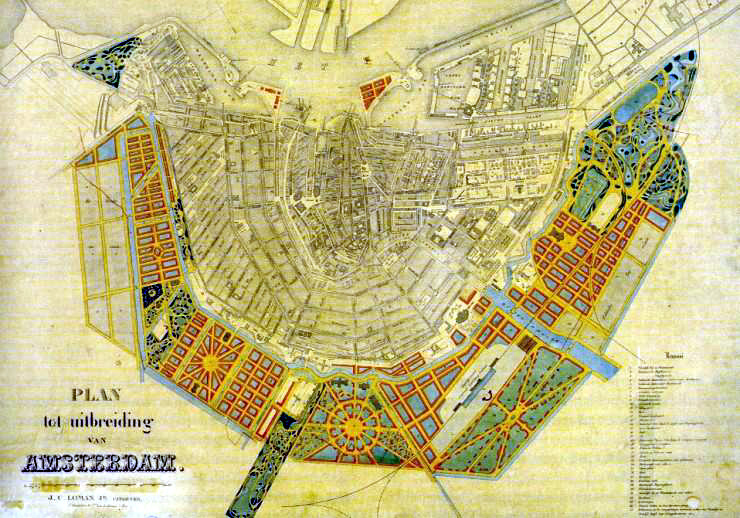
Plan Van Niftrik (1867).

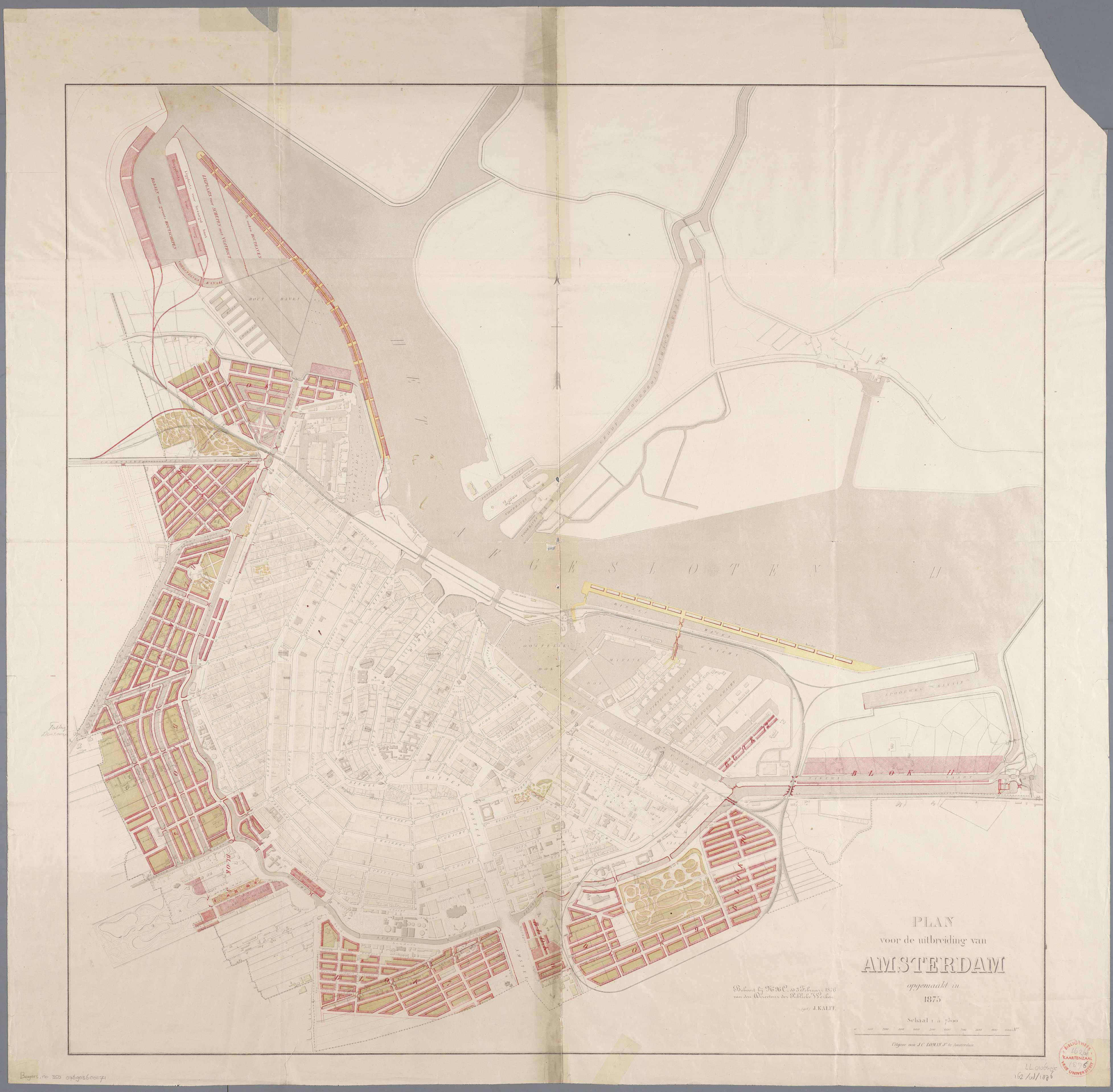
Plan Kalff (1877).

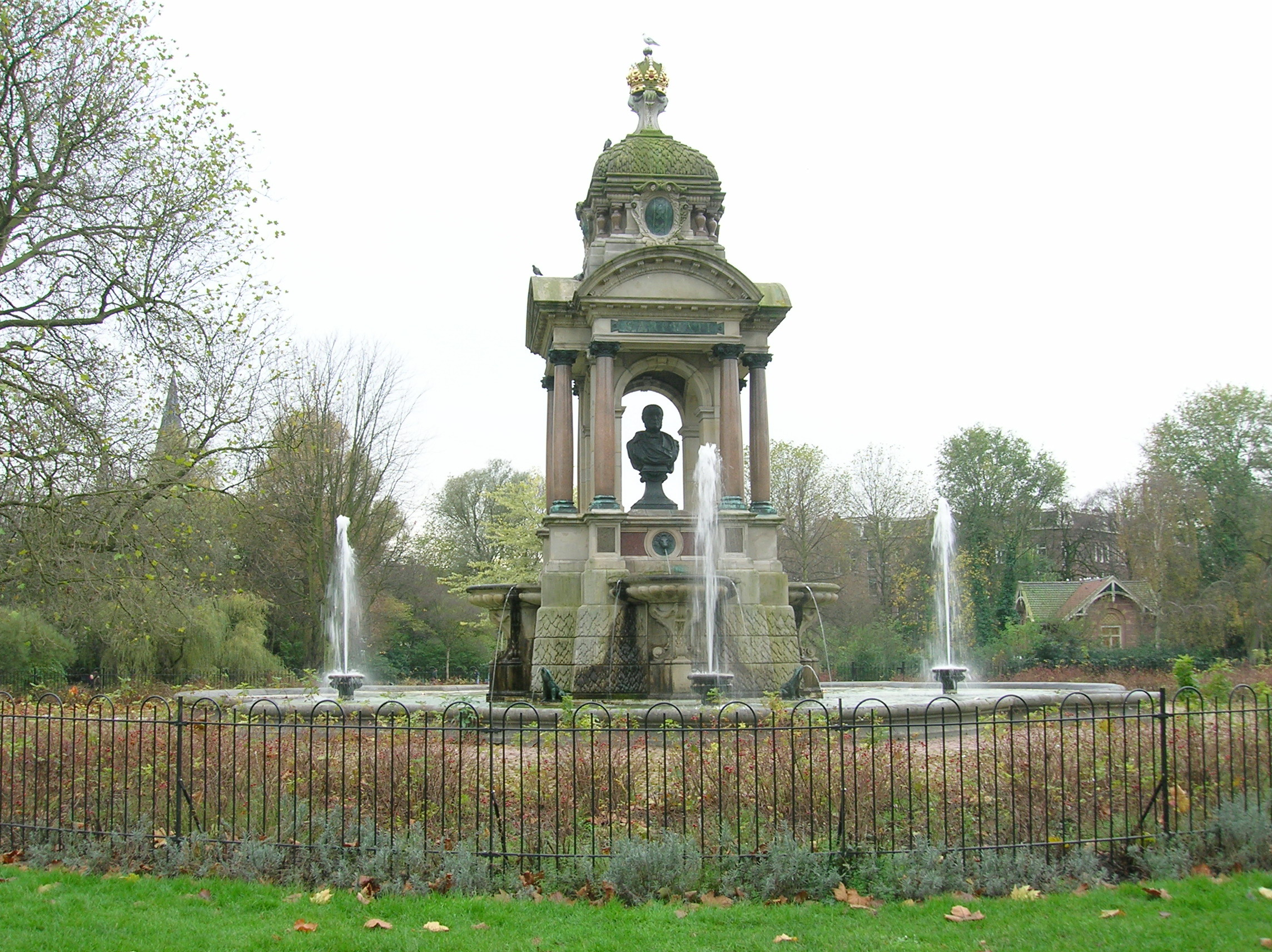
Het Sarphatimonument in het Sarphatipark.

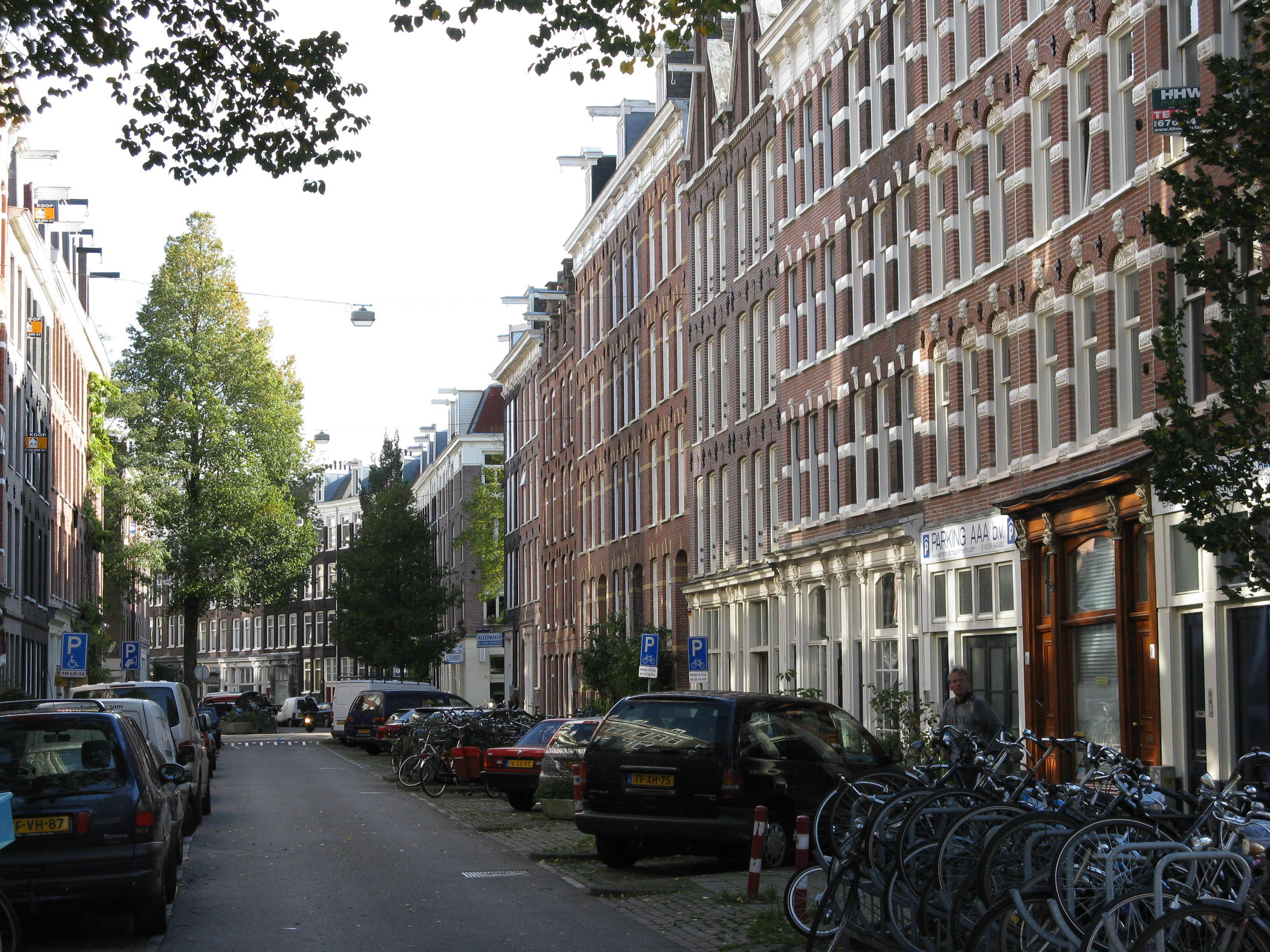
Straatwandbeeld van de Pijp (Gerard Doustraat)

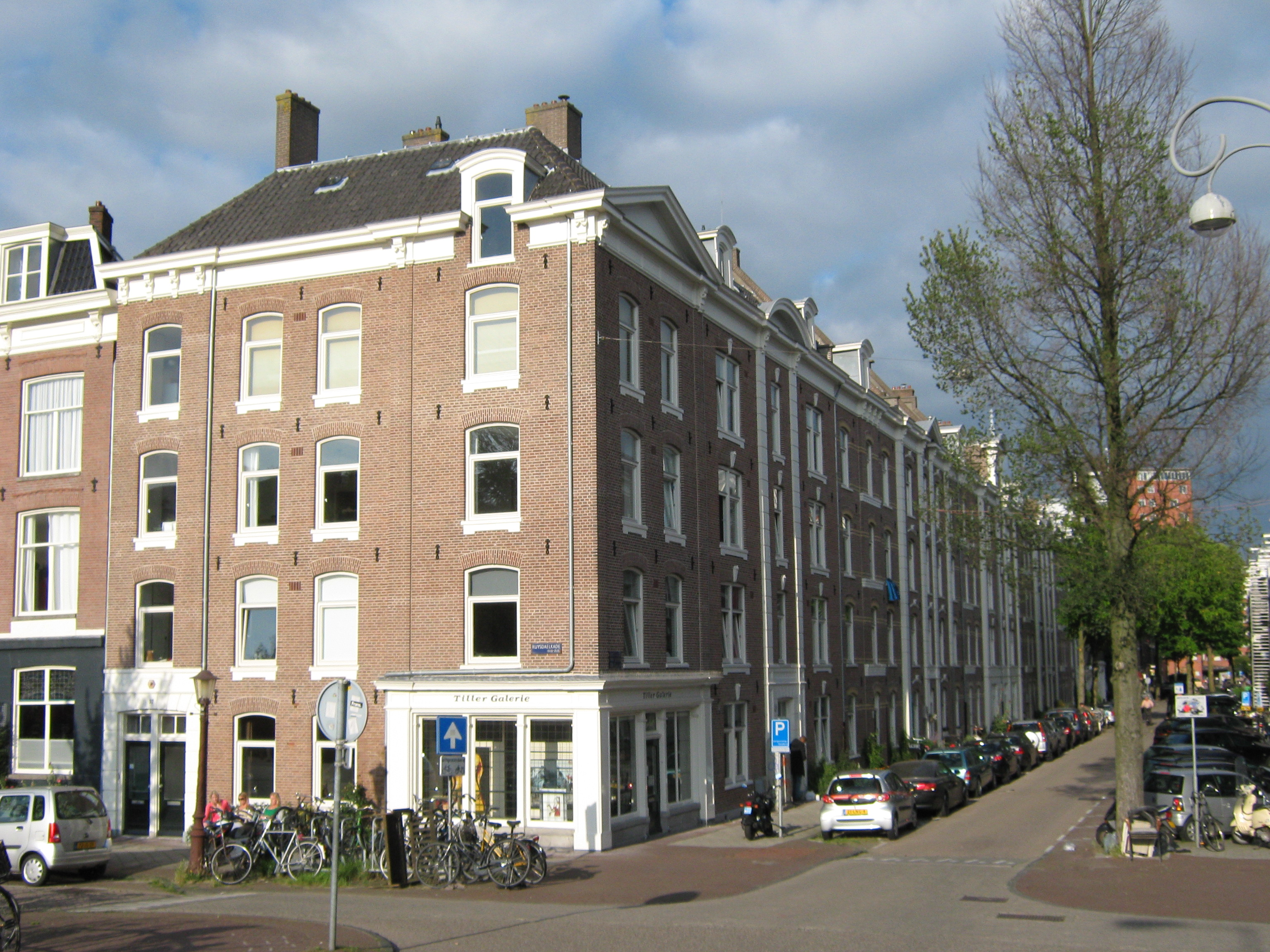
De Eerste Jacob van Campenstraat bij de Ruysdaelkade.

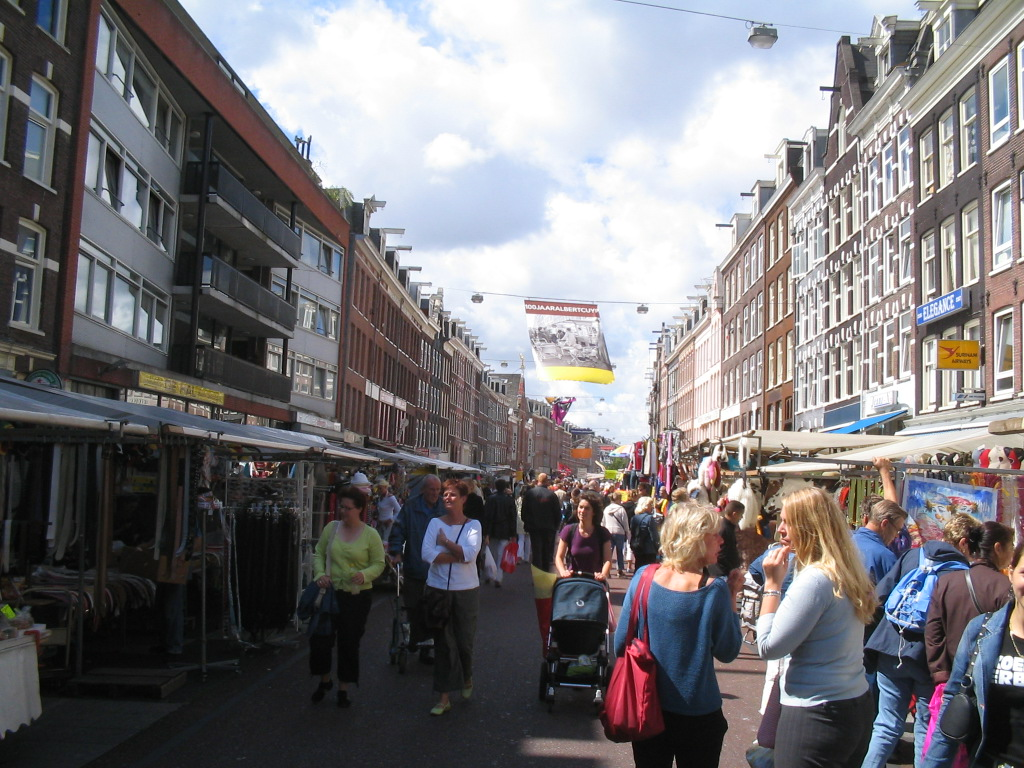
De Albert Cuypmarkt op de Albert Cuypstraat.

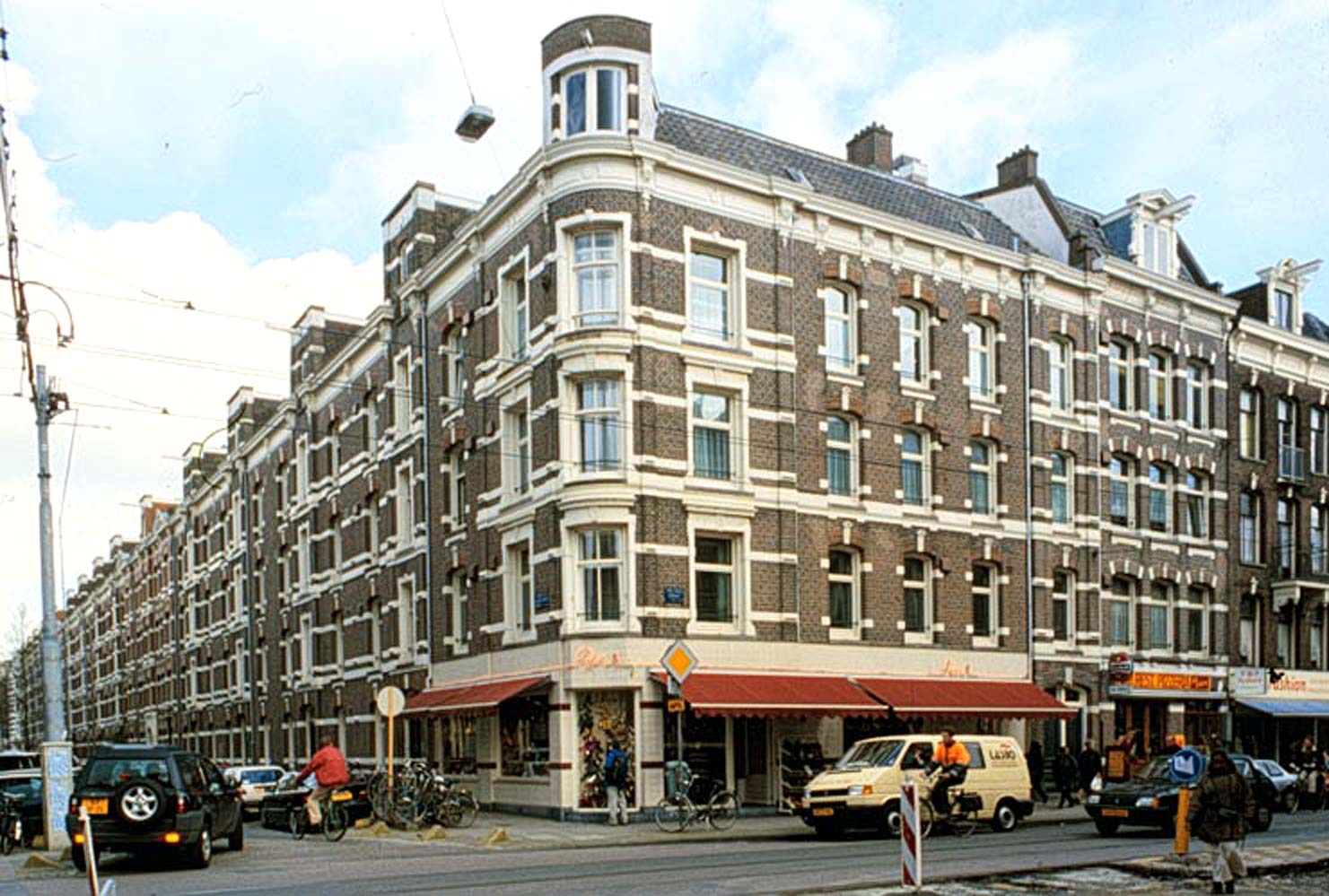
De Tweede Jan van der Heijdenstraat.

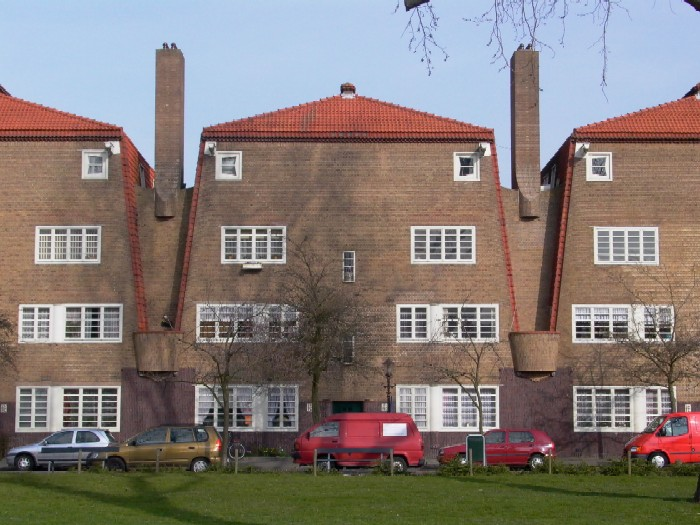
Wooncomplex uit de jaren 1920 aan het Thérèse Schwartzeplein in de Nieuwe Pijp.

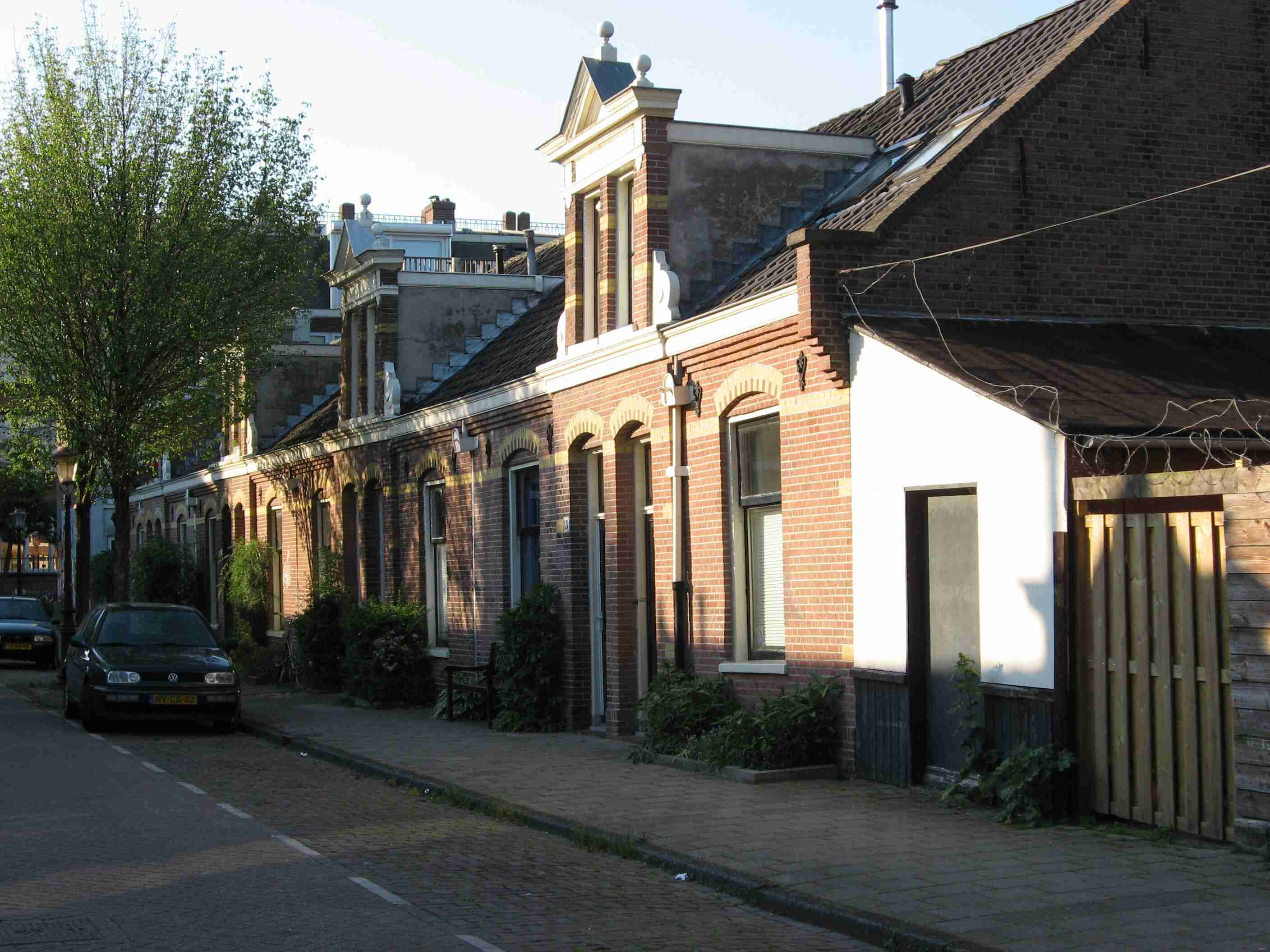
Arbeidershuisjes in Diamantstraat, met neorenaissance-elementen (A.L. van Gendt).

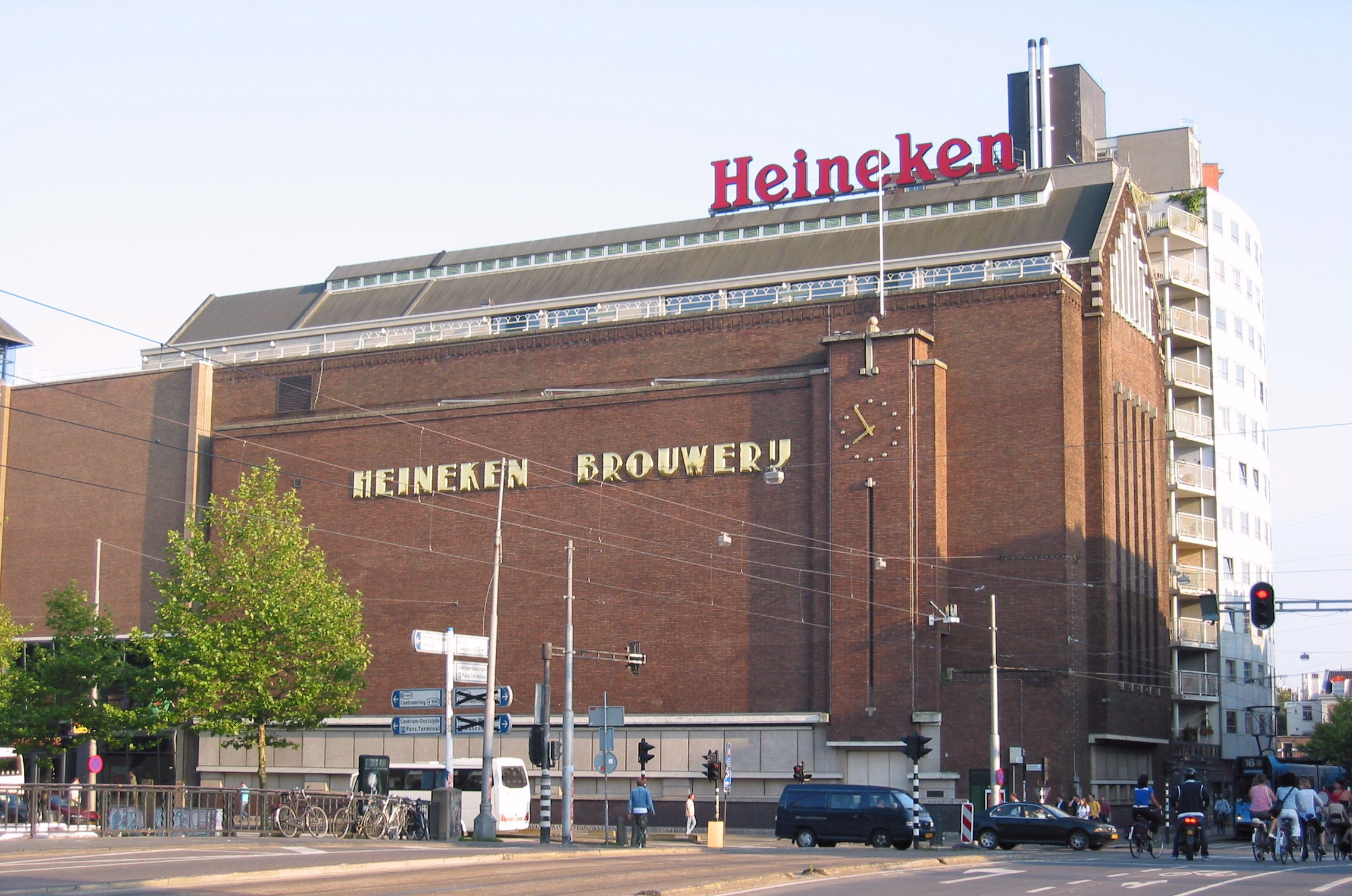
De voormalige Heineken Brouwerij aan de Stadhouderskade.

De Pijp geldt nu als een voorbeeld van 19e-eeuwse goedkope revolutiebouw, maar was heel anders bedoeld. In de tweede helft van de 19e eeuw was stadsuitbreiding nodig vanwege de bevolkingsexplosie. In de geest van Sarphati maakte de jonge stadsingenieur Van Niftrik een plan (1866) voor een complete uitbreidingsgordel in het poldergebied langs de rand van Amsterdam, het gebied waar zich nu de Pijp bevindt. Dit gebied, buurt YY genaamd, zou een prachtig nieuw centrum worden. Volgens het plan kwam er in het midden, op de plaats van het huidige Sarphatipark, het Centraal Station van Amsterdam, en langs de huidige Ceintuurbaan een moderne spoorlijn. Ten noorden van het spoor kwam een wijk met grote woonblokken en brede straten en ten zuiden een luxe villawijk met veel groen en brede lanen, in een stervormig patroon. Plan YY had een grandeur die zich kon meten met die van de nieuwe wijken van Parijs en Wenen. De gemeenteraad wees het plan echter af. Van Niftriks stratenplan vereiste een omvangrijke herverkaveling en onteigenen per kavel zou duur en tijdrovend worden. Dat gold ook zeker voor de Zaagmolensloot (de huidige Albert Cuypstraat), een houtindustriegebied waar alle zaagmolens afgebroken zouden moeten worden. In de driehoek ten noorden van de Gerard Doustraat begon men wel met de aanleg van het stratenplan van Van Niftrik. 

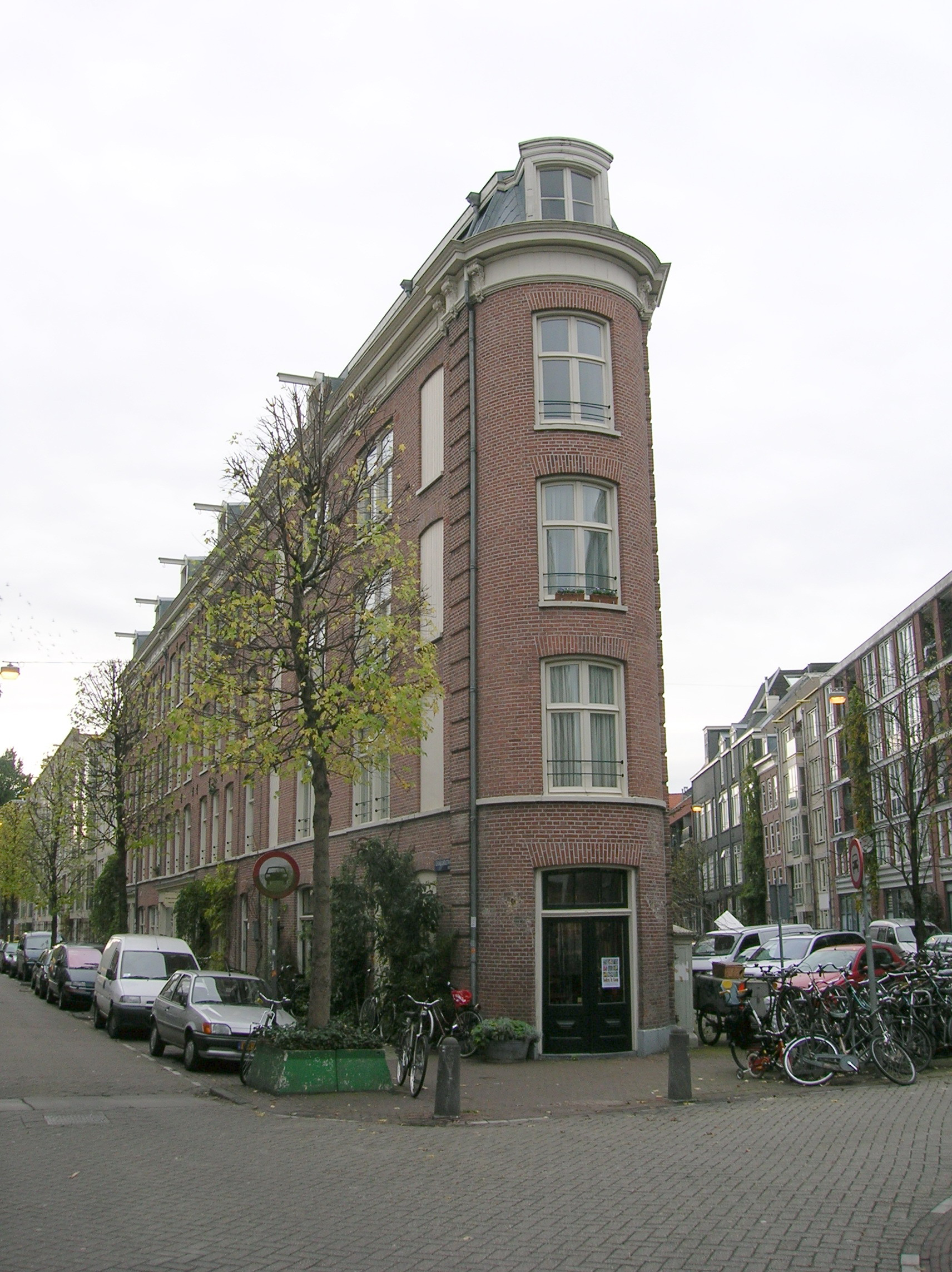
Taartpuntvormig huis op een hoek van de Gerard Doustraat. Breuklijn tussen stratenplan-Van Niftrik en -Kalff

Een nieuw plan werd opgesteld door Jan Kalff, de directeur van Publieke Werken (plan-Kalff, 1876). Hij handhaafde slechts het ophogen van het poldergebied met ongeveer anderhalve meter, ten behoeve van de afwatering, en het rioleringsstelsel. Hij zag af van herverkaveling, zodat het stratenpatroon een kopie werd van het oude polderslotenpatroon. De spoorlijn verviel; het Centraal Station zou later aan het IJ worden gebouwd. Het invullen van de bebouwing liet Kalff over aan de vrije markt, die vooral bestond uit kleine 'eigenbouwers' die met geleend geld werkten en die snel winst wilden maken. Ze bouwden de beschikbare ruimte zo snel mogelijk vol met behulp van de goedkoopste bouwmaterialen (revolutiebouw). Niemand bouwde er villa's. De Pijp werd een wijk van lange straten met een karakteristiek straatwandbeeld: meestal vier bouwlagen met kap, de hoogte van de woonlagen verspringend tussen de bouwpercelen, elk pand bekroond door een witte daklijst met een kap en hijsbalk en elke woning drie vensters breed. Soms is het patroon eentonig.
Het Plan-Kalff liet de Zaagmolensloot ongedempt. Tijdens de bouw werd besloten de sloot toch te dempen, zodat de huidige breedte van de Albert Cuypstraat te danken is aan die vroegere sloot. De Pijp zou volgens plan-Kalff volgebouwd worden zonder pleinen of plantsoenen. In een later stadium werd er toch een park aangelegd: het Sarphatipark, waar de grond niet werd opgehoogd, zodat men er nu nog het oude polderpeil kan zien; het park lijdt daardoor bij veel regen aan wateroverlast. De Pijp werd al met al geen dure wijk; het was revolutiebouw, maar de woonomstandigheden waren wel beter dan in oude buurten als de Jordaan.
De officiële naam van de buurt was YY, omdat Amsterdam in de 19e eeuw werd verdeeld in 50 buurten die met letters aangeduid werden (A-Z, gevolgd door AA-ZZ). De bijnaam was al spoedig de Pijp. Waar die naam vandaan kwam is niet helemaal zeker. De oudste verklaring komt uit de Amsterdamsche Courant (1892): "Waaraan de Pijp haar naam dankt, kan men eigenlijk het beste zien 's morgens tussen acht en negen uur. Wanneer men zich dan posteert bij de Hemony-, Van Wou-, Van der Helst- en Ferdinand Bolstraten, die de feitelijke trechters voor de Pijp zijn, dan ziet men welk een stroom van mensen zich door die straten naar de oude stad spoedt; dan zijn het feitelijk lange brede pijpen, levende 'wolken' uitblazende naar dat deel van de stad waar de kantoren zijn, de zaken worden afgedaan". Later zijn ook andere verklaringen geopperd, zoals dat de naam is afgeleid van het woord pijp in de betekenis van lange, rechte poldersloot - de Zaagmolensloot, een naam die overging op de parallelle, slechts tien meter brede Govert Flinckstraat en uiteindelijk op de hele wijk.

## Geografie

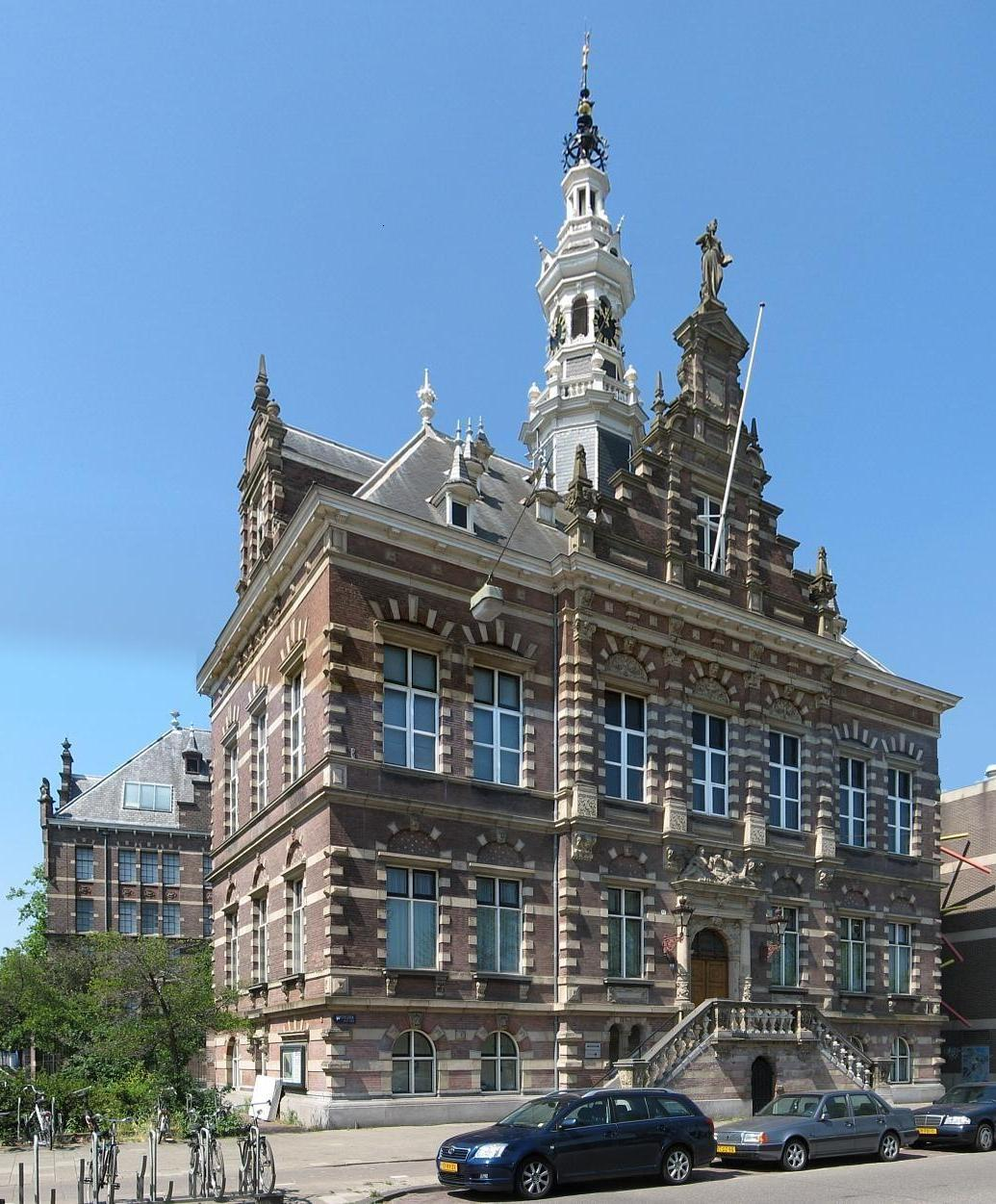
Het voormalige gemeentehuis van Nieuwer-Amstel aan de Amsteldijk.

De Pijp ligt ten zuiden van het Centrum, tussen de Boerenwetering in het westen en de Amstel in het oosten en tussen de Singelgracht in het noorden en het Amstelkanaal in het zuiden. Het grenst aan Oud-Zuid en de Riveierenbuurt en aan de stadsdelen Centrum en Oost.
Hoofdverbindingswegen zijn de Ceintuurbaan en Stadhouderskade in oost-westrichting en de Ferdinand Bolstraat, Van Woustraat en Amsteldijk in noord-zuidrichting. Tramlijnen 3, 4, 12 en 24 rijden door de wijk. Voorheen hebben ook de lijnen 5, 7, 8, 15, 16, 20 en 25 kortere of langere tijd door de wijk gereden.
De ondergrondse Noord-Zuidlijn werd tussen 2003 en 2018 aangelegd. De metro stopt in een (diepgelegen) station genaamd De Pijp onder de Ferdinand Bolstraat tussen de Albert Cuypstraat en de Ceintuurbaan.
De Ceintuurbaan scheidt de Oude of Noord-Pijp van de Nieuwe of Zuid-Pijp, waaronder ook de Diamantbuurt valt. De zuidrand van De Pijp is gebouwd in het kader van Plan Zuid en bevat een aantal woningblokken in de stijl van de Amsterdamse School.
De meeste straten in De Pijp zijn genoemd naar Nederlandse kunstenaars, klokkengieters en architecten uit de Gouden Eeuw; uitzonderingen zijn de Diamantbuurt (edelstenen) en de straten vernoemd naar Lizzy Ansingh, Thérèse Schwarze, Henriëtte Ronner en Marie Heineken (kunstenaressen uit de vroege twintigste eeuw) en naar Talma, burgemeester Tellegen, Pieter Lodewijk Tak, Willem Passtoors, coöperatie, carillon, palet en penseel. Ook de Rustenburgerstraat, de Kuipersstraat, de Tolstraat, het Dora Tamanaplein en de Sint Willibrordusstraat zijn niet naar zeventiende-eeuwers vernoemd.

## Bevolking
De Pijp heeft  een zeer diverse bevolkingssamenstelling met naast de bevolking zonder migratieachtergrond ook veel inwoners van wie ten minste één ouder in het buitenland is geboren, alsmede veel studenten en yuppen. Het totaal aantal inwoners is 35.620 (2024), daarvan wonen er 15.044 in de Oude Pijp, 7918 in de Zuid-Pijp (waaronder de Diamantbuurt) en 12.658 in de Nieuwe Pijp. 10% van de bevolking is jonger dan 18 jaar, 17% is tussen de 18 en de 26 jaar oud, 61% is tussen de 27 en 65 jaar oud, en 12% is ouder dan 65. Van de totale bevolking heeft 57% twee ouders die in Nederland zijn geboren, 19% heeft ten minste één ouder die in een 'westers land' is geboren, en 24% heeft ten minste één ouder die in een 'niet-westers' land is geboren.

## Economie
De bekendste markt van Nederland, de Albert Cuypmarkt, wordt van maandag tot en met zaterdag (behalve feestdagen) en viermaal per jaar op een zondag gehouden in de Albert Cuypstraat. Het is een bekende toeristische attractie. In 2005 werd het eeuwfeest van de markt gevierd, waarbij de toenmalige koningin Beatrix een verrassingsbezoek aan de markt bracht. Een ander belangrijk winkelgebied is de Ferdinand Bolstraat, waarvan een gedeelte heeft gekampt met de aanleg van de Noord-Zuidlijn.
De omgeving van het Marie Heinekenplein, de Frans Halsstraat en het Gerard Douplein herbergt veel cafés. Het is vooral een uitgaansgebied voor studenten en wordt wel vergeleken met het Parijse Quartier Latin. Er zijn ook bijzonder veel eethuisjes, in allerlei soorten.

## Cultuur, religie, overig

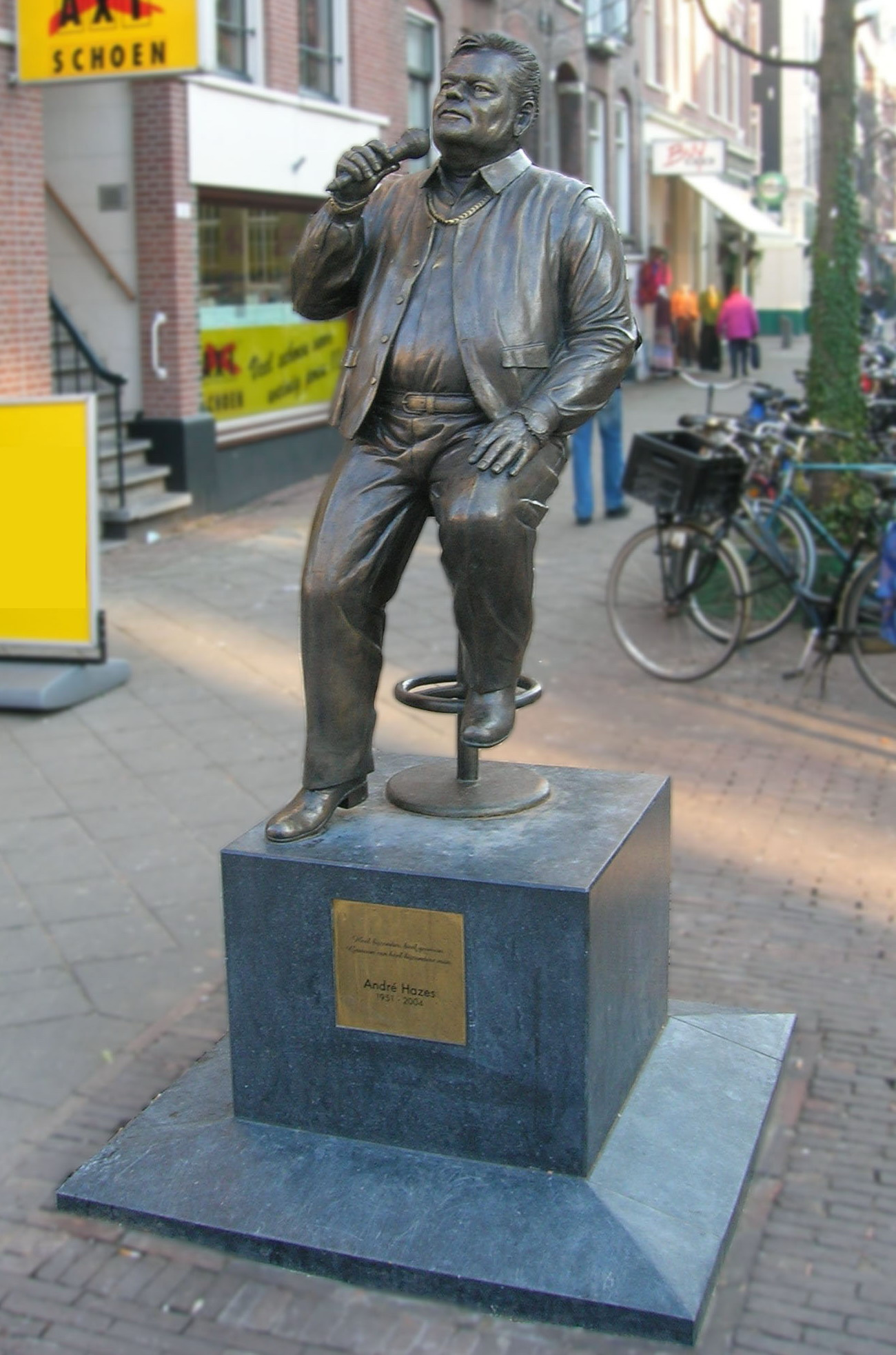
Standbeeld van André Hazes.

Kerken zijn onder andere de Oranjekerk (PKN, oorspronkelijk hervormd), de Vredeskerk (RK) en het Afrikahuis. Er staat een synagoge aan de Gerard Doustraat en er zijn drie moskeeën, waaronder de Arrahmane-moskee aan de Van Ostadestraat. Voormalige kerken zijn de Sint-Willibrorduskerk buiten de Veste (RK, afgebroken in 1970) aan de Amsteldijk en de Buiten-Amstelkerk (gereformeerd) aan de Albert Cuypstraat. Cinetol aan de Tolstraat was een ruimte van de Theosofische Vereniging, later een openbare bibliotheek; de theosofen hebben nog een gebouw ernaast aan de Tolstraat, in de voormalige bibliotheek. Er zijn twee gebedsruimten voor hindoes, waarvan een van de Hare Krishna-beweging.
De voormalige Heineken Brouwerij aan de Stadhouderskade trekt veel toeristen. Markante gebouwen zijn ook de diamantslijperij Asscher, het Okura Hotel en het Huis met de Kabouters aan de Ceintuurbaan. Midden in de wijk bevindt zich het Sarphatipark. Aan de westrand, langs de Ruysdaelkade, bevindt zich een van de raamprostitutiegebieden van de stad. Op de Albert Cuypstraat is sinds 2019 vrouwencafé Bar Buka gevestigd.
Culturele centra zijn onder andere De Badcuyp (in 2016 omgebouwd tot woningen), het Ostadetheater en filmtheater Rialto. Het Ceintuur Theater is een voormalige bioscoop.
Verder was het gemeentearchief van 1914 tot 2007 gevestigd in het oude Raadhuis van Nieuwer-Amstel, maar is het in 2007 verhuisd naar de Vijzelstraat. Het oude raadhuis maakt nu deel uit van een hotel.

## Trivia
De bitterzoete roman Pijpelijntjes (1904) van Jacob Israël de Haan en Jeugd in De Pijp (1946) van Piet Bakker spelen zich af in De Pijp.
Het Marie Heinekenplein is gelegen op de plek waar vroeger een groot deel van de voormalige Heineken Brouwerij was gevestigd. Tijdens de sloop, na de sluiting in 1988, ontstond er grote discussie over naam van het nieuwe plein. De bevolking wilde dat de naam Heineken behouden bleef en opteerde voor Heinekenplein. Het is echter tegen het gebruik van de straatnamencommissie om straten in Amsterdam naar levende personen te vernoemen en zeker niet om straten naar bedrijven te vernoemen. Een compromis werd gevonden met de naam Marie Heinekenplein. Marie Heineken was een schilderes van rond 1900, waarmee de vernoeming niet goed past in deze buurt met straten vernoemd naar schilders uit de Gouden Eeuw. In de volksmond heet het plein tegenwoordig gewoon het Heinekenplein, hetgeen gezien de vele horeca ter plaatse wel toepasselijk is.

## Bekende mensen uit De Pijp
André Hazes is geboren in De Pijp. In september 2005 werd een standbeeld van hem onthuld, nu een bedevaartsoord voor al zijn fans waarbij het standbeeld op zijn geboorte- en sterfdag druk bezocht wordt. Andere beroemde mensen die in de Pijp wonen of hebben gewoond zijn: Piet Bakker, Piet Mondriaan, Willem Kloos, Frederik van Eeden, Frans Erens, Herman Gorter, Simon Vinkenoog, Carel Willink, Zekeriya Gümüs, Steve Brown, Carice van Houten, Halina Reijn, Gerard Reve, Quinty Trustfull, Ernst Cahn, Paul Crutzen, Douwe Bob, Henk Schiffmacher en Silver Metz.

## Canon van Amsterdam
- De Pijp is venster nummer 33 van de Canon van Amsterdam.